# Вілліс Лінн Джепсон
Вілліс Лінн Джепсон (англ. Willis Linn Jepson, 19 серпня 1867 — 7 листопада 1946) — американський ботанік, професор.

## Біографія
Вілліс Лінн Джепсон народився у Каліфорнії 19 серпня 1867 року.
У 1889 році Джепсон закінчив Каліфорнійський університет. У 1899 році він отримав вчене звання доктора філософії у Каліфорнії. У 1905 році Джепсон вивчав класичні гербарії в Королівських ботанічних садах в К'ю. У 1918 році він став професором, а у 1937 році — почесним професором. Джепсон зробив значний внесок у ботаніку, описавши багато видів рослин.
Вілліс Лінн Джепсон помер у місті Берклі 7 листопада 1946 року.

## Наукова діяльність
Вілліс Лінн Джепсон спеціалізувався на папоротеподібних та на насіннєвих рослинах.

## Наукові праці
- Flora of Western Middle California (1901)[6].
- Silva of California (1910)[6].
- Manual of the Flowering Plants of California (1923–1925)[6].
- Flora of California (1909–1943)[6].

## Почесті
Рід рослин Jepsonia був названий на його честь.